# Szentesi Vízilabda Klub
Lo Szentesi Vízilabda Klub, noto più semplicemente come Szentes, è una squadra di pallanuoto di Szentes, in Ungheria, nota soprattutto per la sua attività nella pallanuoto femminile.
Disputa le proprie partite interne all'Arena József Rébeli Szabó.

## Storia
È una delle squadre di pallanuoto femminili più vincenti del paese, avendo conquistato undici campionati (record assoluto della competizione) e due coppe nazionali, nel 2000 e nel 2011. A livello internazionale vanta una Coppa dei Campioni, vinta nel 1993 sconfiggendo in finale le italiane dell'Orizzonte Catania.

## Palmarès

### Trofei nazionali
- Campionato ungherese: 11 (record)

1987, 1990, 1992, 1994, 1995, 1996, 1997, 1998, 1999, 2000, 2014
- Coppe d'Ungheria: 2

2000, 2011

### Trofei internazionali
- LEN Euro League Women: 8

1993